# Patricio Mardones
Luis Patricio Mardones Díaz (17 de julio de 1962) es un exfutbolista chileno formado en  Universidad Católica y ganador de cuatro títulos nacionales con el equipo de la franja. Jugaba como mediocampista. Además es recordado por ejecutar el gol que permitió a Universidad de Chile ser campeón en 1994.

## Trayectoria
Inició su carrera en 1982 defendiendo los colores de Rangers, en calidad de cedido por Universidad Católica. Regresó al club de la franja en 1983, en donde obtuvo la mayoría de sus logros deportivos (cuatro títulos oficiales). Con el equipo cruzado festejó Copa Chile de 1983, la Copa República de 1983, los campeonatos nacionales de 1984 y 1987, y la Liguilla Pre-Libertadores de 1985, además de jugar las semifinales de la Copa Libertadores de 1984. También tuvo éxito con Católica en los torneos Trofeo Ciudad de Palma y Trofeo Ciudad de Alicante.
En 1988 fue traspasado al FC St. Gallen, de la primera división de Suiza. A comienzos de 1992, pasó al FC Brüttisellen-Dietlikon de la Challenge League del mismo país. Debido a las condiciones económicas del club, el entrenador Hubert Münch debió recolectar dinero en la comunidad para pagar el sueldo del jugador. Tras lograr salvar al club del descenso, y no tener una oferta de renovación, Mardones regresa a su país natal. Durante el segundo semestre de 1992 firmó para jugar por dos temporadas en O'Higgins.
En 1994 fue fichado por Universidad de Chile, club que a pesar de tener siete títulos nacionales, no era campeón desde 1969. Patricio Mardones fue titular durante casi toda la temporada y se ganó el cariño de la mayoría de la hinchada. En el último partido de la temporada, Universidad de Chile visitó a Cobresal y solo necesitaba de un empate para ser campeón.
Ganaba Cobresal en el segundo tiempo cuando el juez del partido Salvador Imperatore cobró falta penal a favor del cuadro laico. Es así como a Mardones le tocó ejecutar el lanzamiento que le devolvió la alegría a todo el pueblo azul que llevaba 25 años sin ser campeón. Después de ese tiro penal, Patricio Mardones quedó en la memoria colectiva de todo hincha de Universidad de Chile. En aquel histórico plantel, también jugaba Marcelo Salas, Sergio Vargas, Rodrigo Goldberg, Rogelio Delgado, Luis Musrri, entre otros.
Después del título de campeón jugó dos temporadas más logrando otro título en 1995 y llegar a las semifinales de la Copa Libertadores 1996, después de ser eliminados por River Plate con un polémico arbitraje.

## Selección nacional
Participó en 29 partidos internacionales con la selección de fútbol de Chile y marcó 2 goles. Defendió a su selección en la Copa América 1987, donde llegaron a la final y en la Copa América 1995 disputada en Uruguay, donde Chile quedó eliminado en primera ronda.

### Participaciones en Copas América
| Torneo            | Sede      | Resultado     |
| ----------------- | --------- | ------------- |
| Copa América 1987 | Argentina | Subcampeón    |
| Copa América 1995 | Uruguay   | Primera Ronda |

## Estadísticas

### Clubes
| Club                      | País  | Año       |
| ------------------------- | ----- | --------- |
| Universidad Católica      | Chile | 1982-1988 |
| → Rangers (cedido)        | Chile | 1982      |
| St. Gallen                | Suiza | 1988-1991 |
| FC Brüttisellen-Dietlikon | Suiza | 1992      |
| O'Higgins                 | Chile | 1992-1993 |
| Universidad de Chile      | Chile | 1994-1996 |

## Palmarés

### Torneos nacionales
| Título               | Club                 | País  | Año  |
| -------------------- | -------------------- | ----- | ---- |
| Copa Chile           | Universidad Católica | Chile | 1983 |
| Copa de la República | Universidad Católica | Chile | 1983 |
| Primera División     | Universidad Católica | Chile | 1984 |
| Primera División     | Universidad Católica | Chile | 1987 |
| Primera División     | Universidad de Chile | Chile | 1994 |
| Primera División     | Universidad de Chile | Chile | 1995 |

### Torneos internacionales
| Título                               | Equipo               | País  | Año  |
| ------------------------------------ | -------------------- | ----- | ---- |
| Torneo Internacional de Croix Sub-19 | Universidad Católica | Chile | 1980 |

### Distinciones individuales
| Distinción                                                                              | Año  |
| --------------------------------------------------------------------------------------- | ---- |
| Cóndor de Bronce al mejor deportista del fútbol profesional                             | 1994 |
| Incluido dentro de las 50 mejores figuras históricas de Universidad de Chile por AS.com | 2016 |